# KME SE
Die KME SE ist ein Hersteller von Produkten aus Kupfer und Kupferlegierungen mit Hauptsitz in Osnabrück. Das Unternehmen ist eine hundertprozentige Tochter der Intek Group S.p.A. mit Sitz in Mailand. Viele weitere Tochtergesellschaften werden über die Tochter KME Germany GmbH & Co. KG gehalten.
Das Unternehmen verfügt über 10 Fertigungsstandorte in den wichtigsten Ländern und Märkten Europas sowie in China. Das Produktportfolio umfasst Produkte und Speziallösungen für die individuellen Anforderungen unterschiedlicher Industriebereiche.
An Fertigungs- und Vertriebsstandorten in Deutschland, Frankreich, Italien, die Niederlande, China und den USA produziert KME für nationale und internationale Märkte.
Im Jahr 2021 lag der Absatz bei 385.000 t Kupfer und Kupferlegierungen.

## Geschichte
Die heutige KME Germany GmbH & Co. KG (bis 2007: KM Europa Metal AG) wurde 1873 als Draht- und Stiftfabrik Witte und Kämper in Osnabrück gegründet und 1890 in die Osnabrücker Kupfer- und Drahtwerke AG (OKD) umgewandelt. Seit 1919 mehrheitlich im Besitz des Gutehoffnungshütte-Konzerns, wurde OKD 1966 mit einer weiteren GHH-Tochter, der Hackethal-Draht-Gesellschaft Hannover, zur Kabel- und Metallwerke Gutehoffnungshütte AG (kabelmetal) fusioniert. 1981/82 wurde ein Teil der kabelmetal-Fertigung in Hannover an die französische CDL (Cables de Lyon) verkauft, 1990 kamen schließlich auch die restlichen Standorte an die italienische Società Metallurgica Italiana (SMI).
1989 wurde die Firma R & G Schmöle in Menden (Sauerland) übernommen. In den Jahren nach der Übernahme wurden schrittweise alle alten Werksteile stillgelegt oder verkauft. Nur das kurz vor der Übernahme neu erbaute Rohrwerk blieb bis 2019 bei KME und wurde dann zusammen mit anderen Werksteilen an das chinesische Unternehmen Hailiang Group verkauft.
Ihre heutige Struktur erhielt die KME im Jahre 1995, als die SMI ihre bis dahin erworbenen Beteiligungen an mehreren traditionsreichen Kupferunternehmen in Italien, Frankreich und Deutschland zusammenführte. Seit 2007 firmieren alle Tochtergesellschaften unter der einheitlichen Unternehmensmarke KME.
Zur Einführung des Euro stellte KME seit 1997 Münzrohlinge her, bis 2001 wurden so 75.000 Tonnen an Rohlingen produziert. Im Stammwerk in Osnabrück waren drei Maschinen zur Rohlingherstellung in Betrieb.
Die Geschäftsfelder der KME liegen in den wichtigsten Ländern der EU, weshalb die Gesellschaft am 22. Februar 2019 von einer deutschen Aktiengesellschaft in eine Europäische Gesellschaft umgewandelt wurde.
Im Jahre 2019 wurde die Mansfelder Kupfer und Messing Werke in Hettstedt übernommen und gleichzeitig das Tochterunternehmen die KME Brass Germany GmbH (Berlin) an das chinesische Unternehmen Hailiang Group verkauft sowie die FRICKE GmbH (Greven) zum 30. Juni 2019 geschlossen.
Im August 2020 wurde KME von einem erpresserischen Hackerangriff heimgesucht, bei dem der Datenzugriff auf den betrieblichen Fileserver durch Ransomware verhindert wurde. Durch einen geleakten Chatverlauf wurde bekannt, dass sich KME nach längeren Verhandlungen zu einer Lösegeldzahlung bereit erklärt hatte. Nach Erhalt von 1,27 Millionen Euro in der Kryptowährung Monero entsperrten die Kriminellen die Unternehmensdaten und gaben der Firma Hinweise zur Durchführung des Hackerangriffs und mit welchen Lösungswegen künftige Angriffe zu verhindern seien.
Im 2022 wurde ein Teil der Flachwalzsparte (Flat Rolled Product) von Aurubis übernommen. Damit erhält das Unternehmen den Standort in Zutphen (Niederlande), sowie die Schneidcenter in Birmingham (Großbritannien), Dolný Kubín (Slowakei) und Mortara (Italien) mit insgesamt rund 360 Mitarbeitern.
Im Dezember 2024 wurde die Übernahme des Konkurrenten Sundwiger Messingwerk in Hemer vom Bundeskartellamt genehmigt.

## Unternehmensstruktur

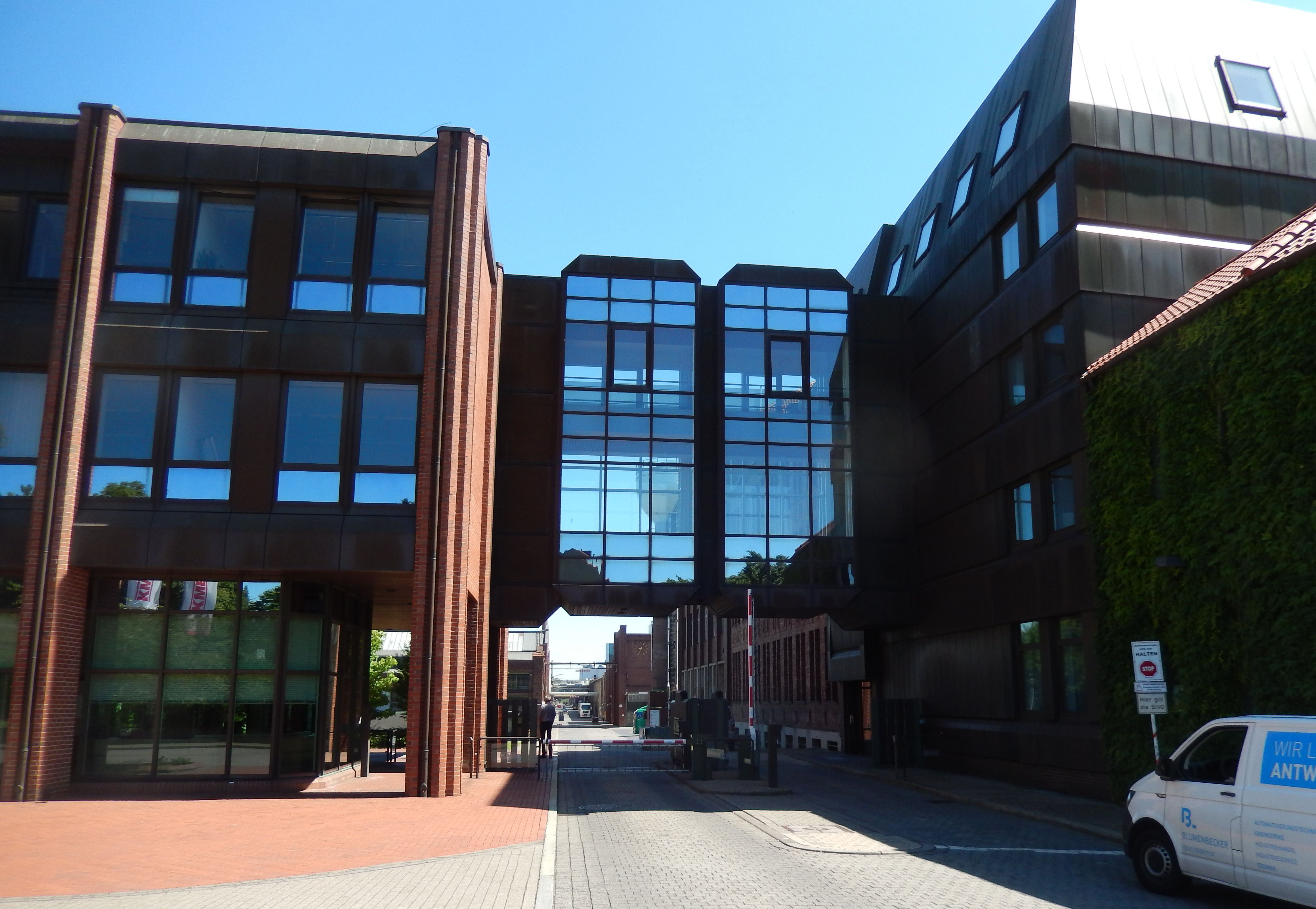
KME Osnabrück Einfahrt (Westtor)

Der Hauptsitz des Unternehmens ist in Osnabrück.
Die KME ist in zwei Unternehmensbereiche gegliedert – die Copper Division (Walzerzeugnisse) und die Special Division (Sondererzeugnisse) – und verfügt über ein weltweites Vertriebsnetz.
Mit der KMD Group besteht seit 2014 ein Joint Venture.

## Werkbahn
Zum Bestand der Werkbahn im Osnabrücker Stammwerk zählte von Oktober 1917 bis 1970 eine Württembergische KL. Nach ihrer Ausmusterung gelangte sie zunächst zum Deutschen Eisenbahn-Verein in Bruchhausen-Vilsen, danach kurzzeitig zur Dampfeisenbahn Weserbergland. Seit 1984 gehört die historisch wertvolle Lok zum Bestand des Deutschen Technikmuseum in Berlin.